# Футбольний союз Югославії
Футбольний союз Югославії (мак. Фудбалски Сојуз на Југославија; сербохорв. Фудбалски савез Југославије / Nogometni savez Jugoslavije; словен. Nogometna zveza Jugoslavije) — організація, що здійснювала контроль та управління футболом в Югославії. Союз організовував діяльність та керував національними збірними з футболу (головною, молодіжними). Під егідою союзу проводилися чоловічий та жіночий чемпіонати Югославії, а також багато інших змагань.
Футбольний союз Сербії успадкував місце Югославії у ФІФА та УЄФА, і обидві організації вважають його єдиним правонаступником Югославії.

## Історія
ФСЮ був заснований на базі Хорватського футбольного союзу в 1919 році в Загребі, пізніше переїхав до Белграду. У 1923 році ФСЮ було визнано ФІФА. У період Другої світової війни союз був реорганізований і керував іншими союзами югославських республік, а в 1948 він знову став єдиним. У 1954 році ФСЮ став одним із членів-засновників УЄФА.
Після розпаду Югославії в 1991 році в республіках, що від'єдналися, були засновані або відтворені місцеві органи управління футболом, а у союзній державі був створений Футбольний союз Сербії і Чорногорії.